# 20.º governo republicano (Portugal)

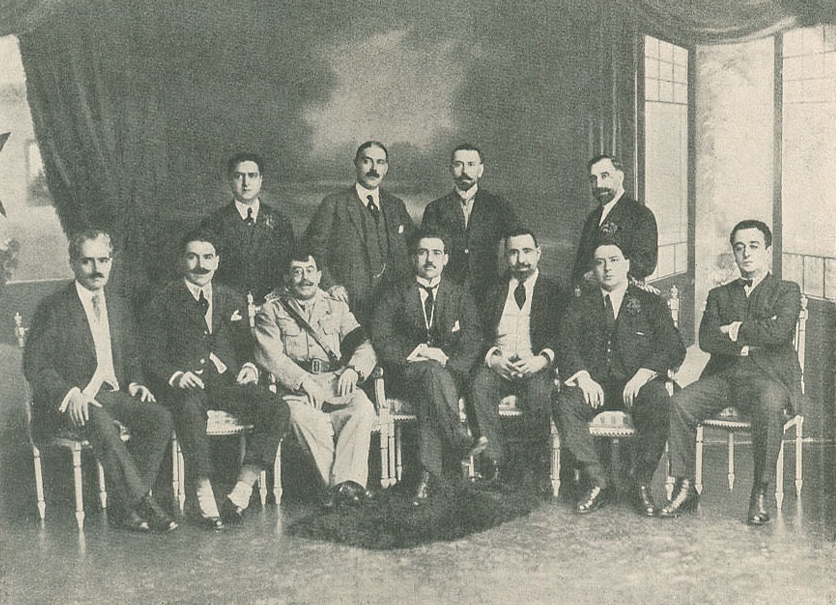
Os membros do governo de Domingos Pereira, fotografados em 1919

O 20.º governo da Primeira República Portuguesa, nomeado a 30 de março de 1919 e exonerado a 29 de junho de 1919, foi liderado por Domingos Pereira.
A sua constituição foi a seguinte:
| Cargo                               | Detentor | Detentor                                          | Período                                   |
| ----------------------------------- | -------- | ------------------------------------------------- | ----------------------------------------- |
| Presidente do Ministério            |          | Domingos Pereira (1882–1956)                      | 30 de março de 1919 a 29 de junho de 1919 |
| Ministro do Interior                |          | Domingos Pereira (1882–1956)                      | 30 de março de 1919 a 29 de junho de 1919 |
| Ministro do Interior                |          | António Maria Baptista (interino) (1863–1920)     | 20 de abril de 1919 a 28 de abril de 1919 |
| Ministro da Justiça e dos Cultos    |          | António Granjo (1881–1921)                        | 30 de março de 1919 a 29 de junho de 1919 |
| Ministro das Finanças               |          | Amílcar Ramada Curto (1886–1961)                  | 30 de março de 1919 a 29 de junho de 1919 |
| Ministro da Guerra                  |          | Jorge de Vasconcelos Nunes (interino) (1878–1936) | 30 de março de 1919 a 1 de abril de 1919  |
| Ministro da Guerra                  |          | António Maria Baptista (1863–1920)                | 1 de abril de 1919 a 29 de junho de 1919  |
| Ministro da Marinha                 |          | Júlio Martins (interino) (1878–1922)              | 30 de março de 1919 a 3 de abril de 1919  |
| Ministro da Marinha                 |          | Vítor Macedo Pinto (1869–1956)                    | 3 de abril de 1919 a 29 de junho de 1919  |
| Ministro dos Negócios Estrangeiros  |          | Rodolfo Xavier da Silva (1877–1955)               | 30 de março de 1919 a 29 de junho de 1919 |
| Ministro do Comércio                |          | Júlio Martins (1878–1922)                         | 30 de março de 1919 a 9 de maio de 1919   |
| Ministro do Comércio e Comunicações |          | Júlio Martins (1878–1922)                         | 9 de maio de 1919 a 29 de junho de 1919   |
| Ministro das Colónias               |          | João Soares (1878–1970)                           | 30 de março de 1919 a 29 de junho de 1919 |
| Ministro da Instrução Pública       |          | Leonardo Coimbra (1883–1936)                      | 30 de março de 1919 a 29 de junho de 1919 |
| Ministro do Trabalho                |          | Augusto Dias da Silva (1887–1928)                 | 30 de março de 1919 a 6 de maio de 1919   |
| Ministro do Trabalho                |          | Jorge de Vasconcelos Nunes (interino) (1878–1936) | 6 de maio de 1919 a 29 de junho de 1919   |
| Ministro dos Abastecimentos         |          | Luís de Brito Guimarães (1877–1950)               | 30 de março de 1919 a 29 de junho de 1919 |
| Ministro da Agricultura             |          | Jorge de Vasconcelos Nunes (1878–1936)            | 30 de março de 1919 a 29 de junho de 1919 |